# Вознесеновка (Терновский район)
Вознесеновка — посёлок в Терновском районе Воронежской области России. Входит в состав Киселинского сельского поселения.

## География
Посёлок находится в северо-восточной части Воронежской области, в лесостепной зоне, в пределах Окско-Донской равнины, на расстоянии примерно 36 километров (по прямой) к западу-юго-западу (WSW) от села Терновка, административного центра района. Абсолютная высота — 168 метров над уровнем моря.
Часовой пояс
Посёлок Вознесеновка, как и вся Воронежская область, находится в часовой зоне МСК (московское время). Смещение применяемого времени относительно UTC составляет +3:00.

## Население
| 2010 |
| ---- |
| 38   |

Гендерный состав
По данным Всероссийской переписи населения 2010 года в гендерной структуре населения мужчины составляли 52,6 %, женщины — соответственно 47,4 %.
Национальный состав
Согласно результатам переписи 2002 года, в национальной структуре населения русские составляли 100 %.